# Американ фолс (језеро)
Американ фолс (енгл. American Falls Reservoir) је вештачко језеро у Сједињеним Америчким Државама. Налази се на територији америчке савезне државе Ајдахо. Површина језера износи 228 km².